# Silbodals kyrka
Silbodals kyrka är en kyrkobyggnad i Årjäng i Karlstads stift. Kyrkan ligger vid norra änden av sjön Västra Silen och är församlingskyrka i Silbodals församling.

## Kyrkobyggnaden
Nuvarande stenkyrka uppfördes åren 1858–1859 efter ritningar av arkitekt Carl-Gustaf Blom-Carlsson och ersatte en timrad korskyrka från 1644 som låg cirka 200 meter sydost om nuvarande kyrkplats. Kyrkobygget beräknades kosta drygt 19 659 riksdaler och man finansierade bygget genom uttaxering och delvis genom att använda sig av frivillig arbetskraft. Församlingen bestod vid den här tiden av ca 2350 personer. Kyrkan invigdes år 1859 av biskop Johan Anton Millén.
Kyrkan består av ett långhus orienterat i nord-sydlig riktning. I norr finns kyrktornet och i söder ett smalare tresidigt avslutat kor. Huvudingången ligger i tornets bottenvåning i norr. Ytterligare ingångar finns vid långhusets öst- och västsida. Byggnaden är i nyklassicistisk stil med vissa detaljer inspirerade av renässansen.
År 1940-1941 genomfördes en omfattande invändig renovering. Härvid installerades en ny värmeanläggning och under koret byggde man en bårkällare. Under orgelläktaren byggdes ett kapprum, ett sammanträdesrum och en sakristia. Fönsterrutorna byttes till blyinfattat antikglas. Koret smyckades av konstnären Gunnar Torhamn genom altarskulpturen Den gode herden samt trärelieferna Dopet och Nattvarden. Kyrkan återinvigdes av biskop Arvid Runestam i november 1943.
Vid renoveringen 1995 renoverades fasaden.
År 1998–1999 renoverades kyrkan åter invändigt, den här gången främst genom en ny färgsättning som ville återskapa det ursprungliga utförandet, då kyrkan tidstypiskt målades i vitt och guld med vissa detaljer i träimitation. Bänkgavlarna och läktarbarriärens pelare marmorerades och dörrar och läktarbarriär fick ett träimiterande mönster. Vid renoveringen i början av 1940-talet ersattes den tidigare altarutsmyckningen. En del av denna utsmyckning, ett guldkors med törnekrona och svepduk, placerades nu vid den östra långhusväggen och portalomfattningen från 1600-talskyrkan finns nu runt dörren till sakristian.

## Inventarier
- I korets västra hörn står en medeltida dopfunt av täljsten, sannolikt huggen under 100- eller 1200-talet
- Predikstolen är tillverkad 1859 av snickaren Per Olsson i Årjäng. Den är målad i ljust vitgrå och består av en sexsidig korg med en överhängande baldakin.
- 15 änglar i glas av konstnären Inga-Lena Klenell i Sunne. Änglarna skänktes till kyrkan av konstnären vid renoveringen 1998-1999.
- I den bakre delen av kyrkan finns en lampkrona i trä samt två änglar målade på brädor. Dessa inventarier stammar från dem gamla kyrkan.
- I vapenhuset står en kista från 1698

## Orgel
- 1912 byggde Carl Elfström, Ljungby en orgel med 13 stämmor.
- En 29-stämmig elektropneumatisk orgel invigdes 1955 av A. Magnussons orgelbyggeri, Göteborg.

| Huvudverk I   | Svällverk II    | Pedal         | Koppel   |
| Principal 8’  | Rörflöjt 8’     | Kontrabas 16’ | I/P      |
| Borduna 8’    | Salicional 8’   | Subbas 16’    | II/P     |
| Kvintadena 8’ | Voix celeste 8’ | Oktavbas 8'   | II/I     |
| Oktava 4’     | Gemshorn 4’     | Gedackt 8'    | II 16'/I |
| Spetsflöjt 4’ | Flöjt 4'        | Koralbas 4'   | II 4'/I  |
| Kvinta 2 2⁄3’ | Nazard 2 2⁄3'   | Nachthorn 2'  | II 4'/P  |
| Oktava 2'     | Blockflöjt 2'   | Mixtur 3 ch   | II 4'/I  |
| Mixtur 4-5 ch | Ters 1 3⁄5'     | Basun 16'     |          |
| Trumpet 8'    | Larigot 1 1⁄3'  | Regal 4'      |          |
|               | Cymbel 3 ch     |               |          |
|               | Krumhorn 8'     |               |          |

### Kororgel
- Kororgeln införskaffades 1977 från Sankt Nikolai kyrka i Örebro. Den är byggd 1966 av E A Setterquist & Son i Örebro och är mekanisk.

| Manual         | Pedal      | Koppel  |
| Gedackt 8’     | Subbas 16’ | Man/Ped |
| Principal 4’   |            |         |
| Koppelflöjt 4’ |            |         |
| Waldflöjt 2’   |            |         |
| Mixtur 4 ch    |            |         |
| Dulcian 8’     |            |         |

## Galleri

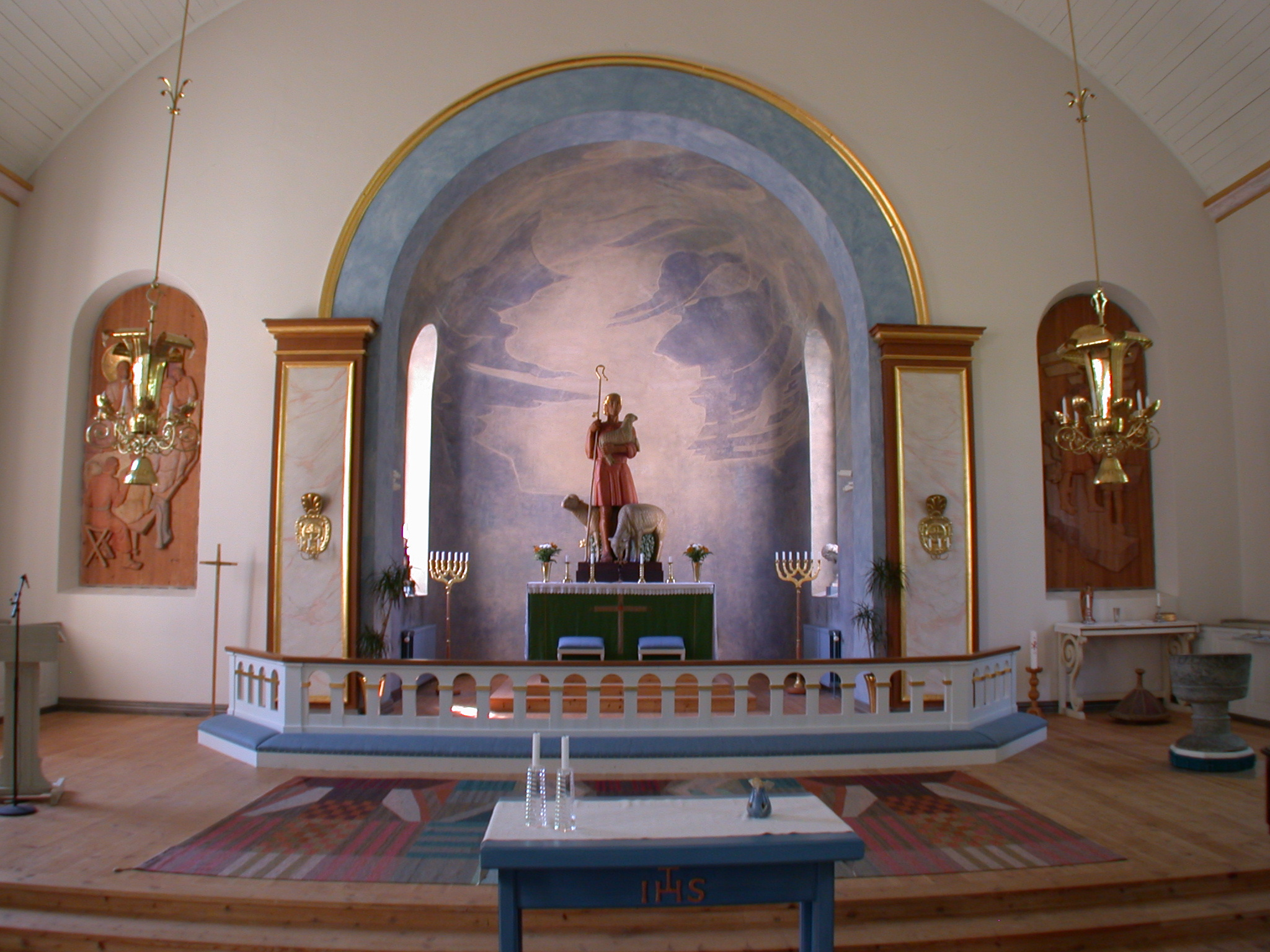
Koret
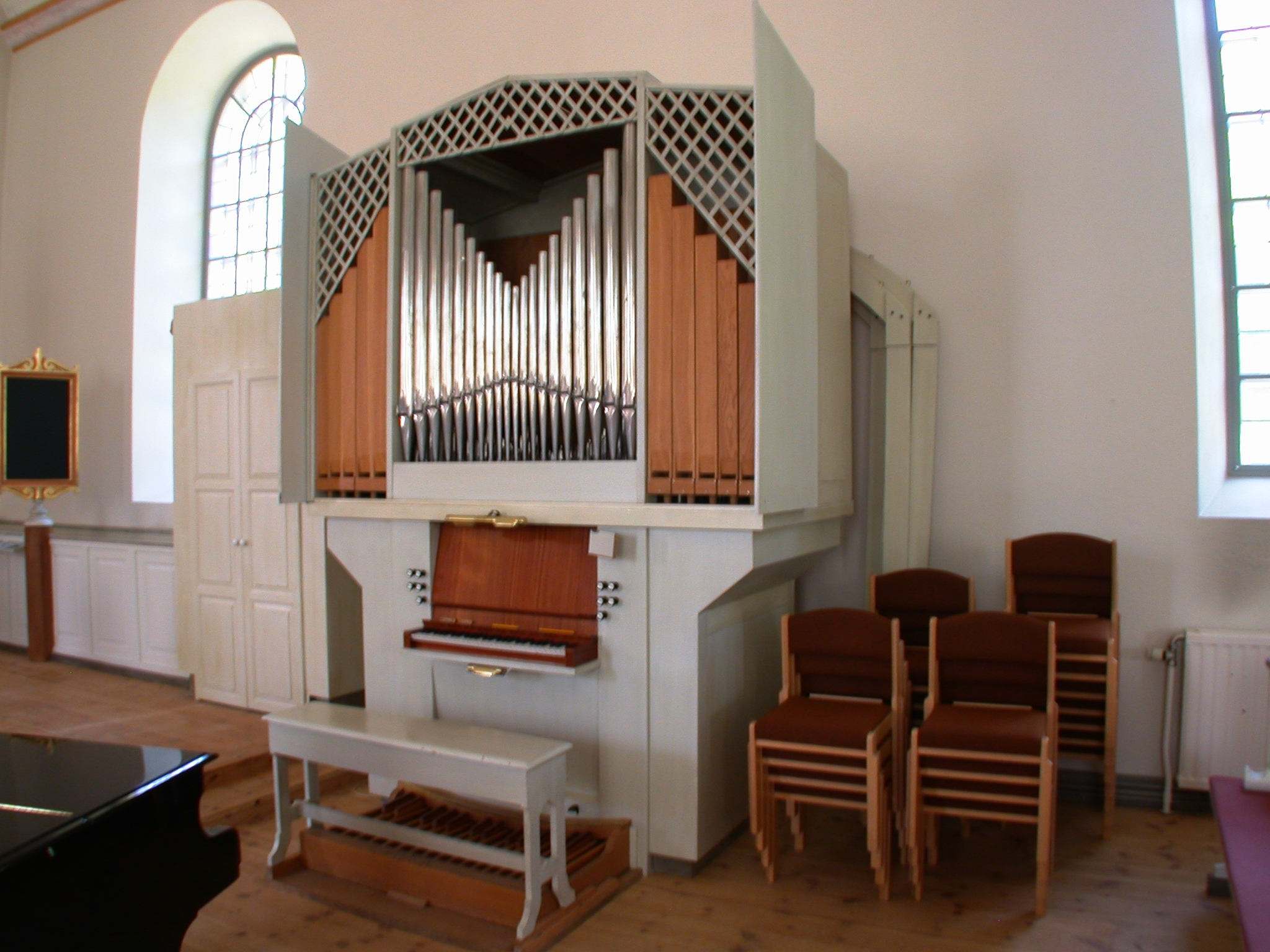
Kororgeln
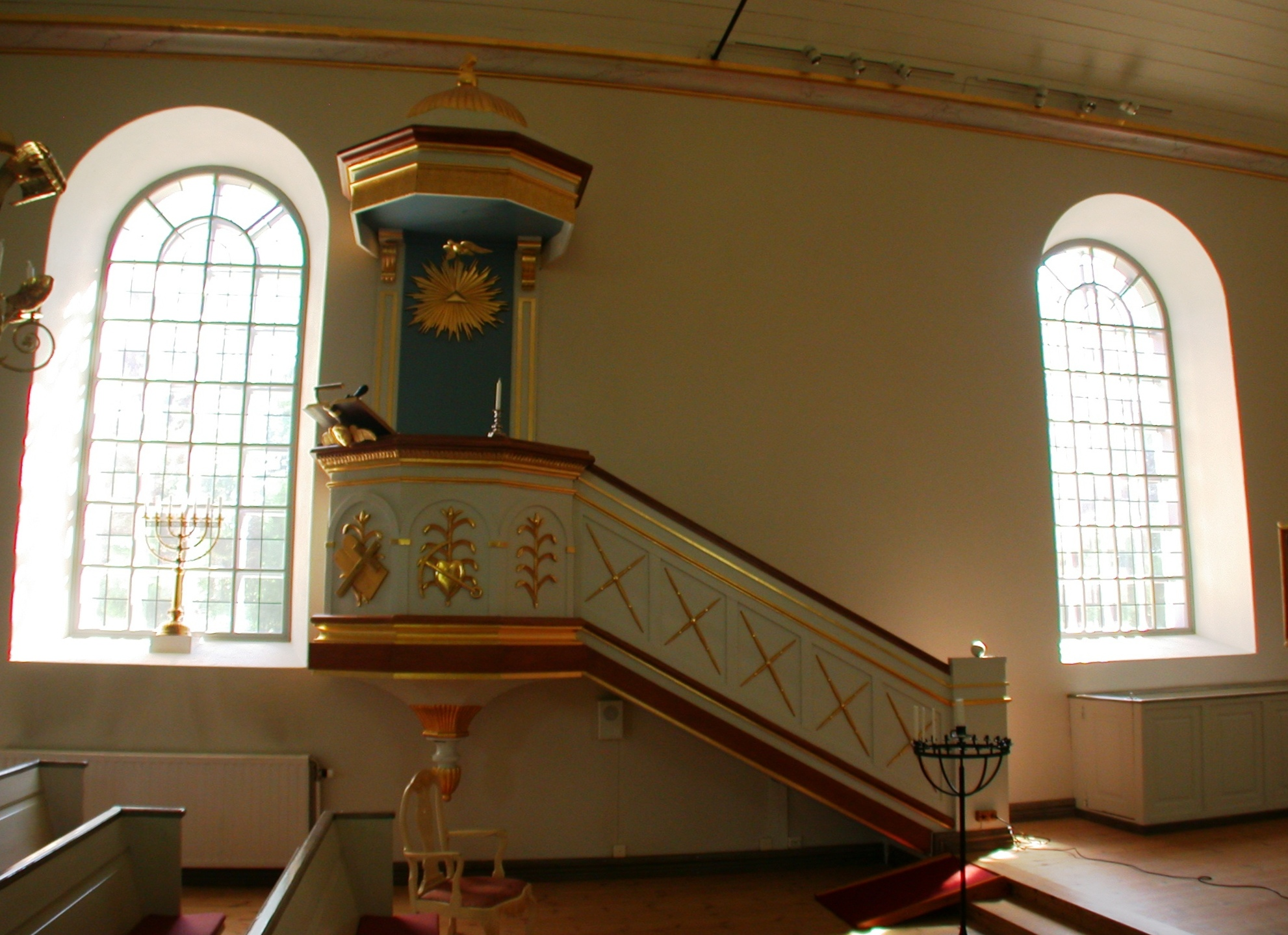
Predikstolen
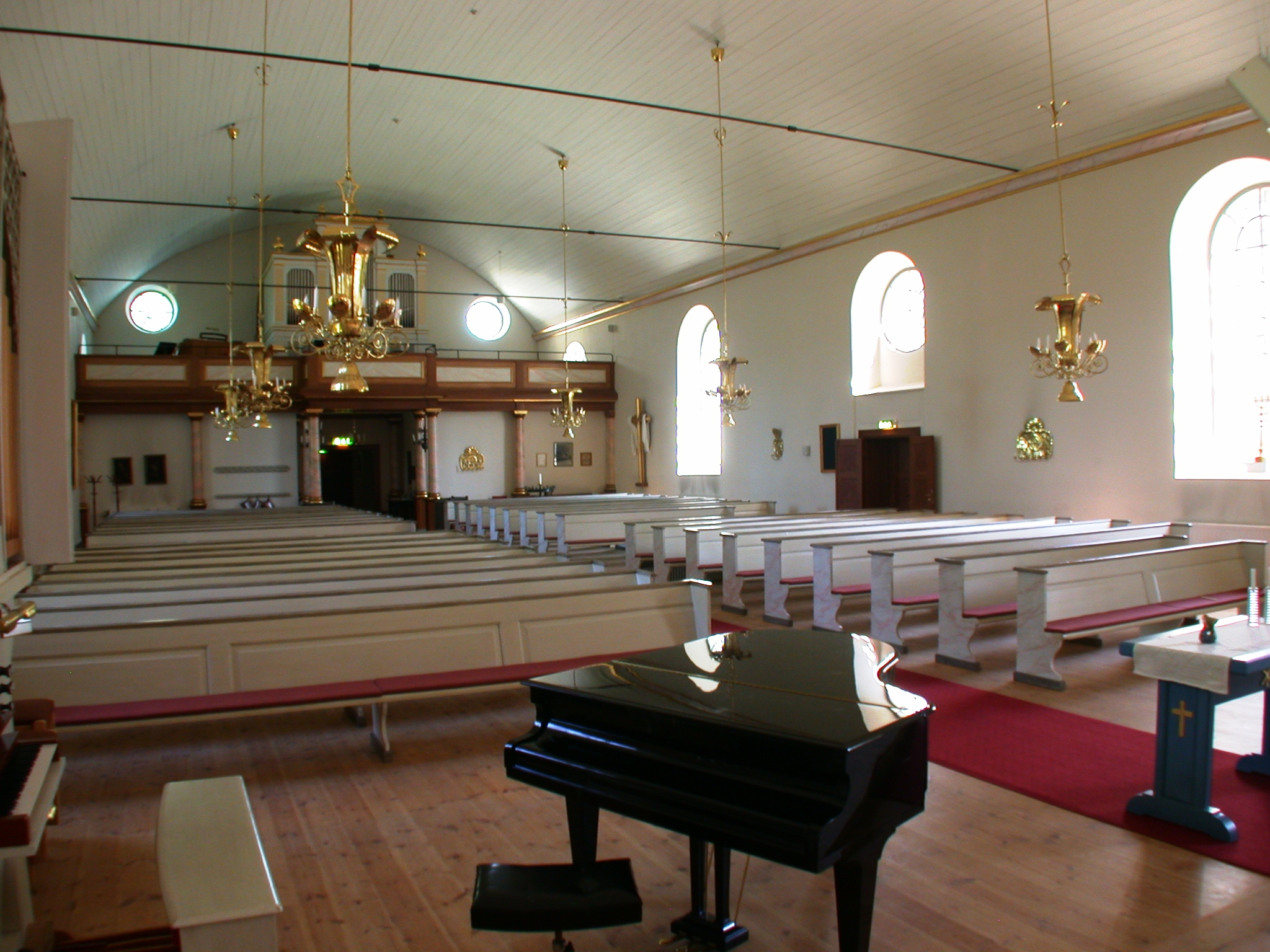
Orgelläktaren och kyrkorummet
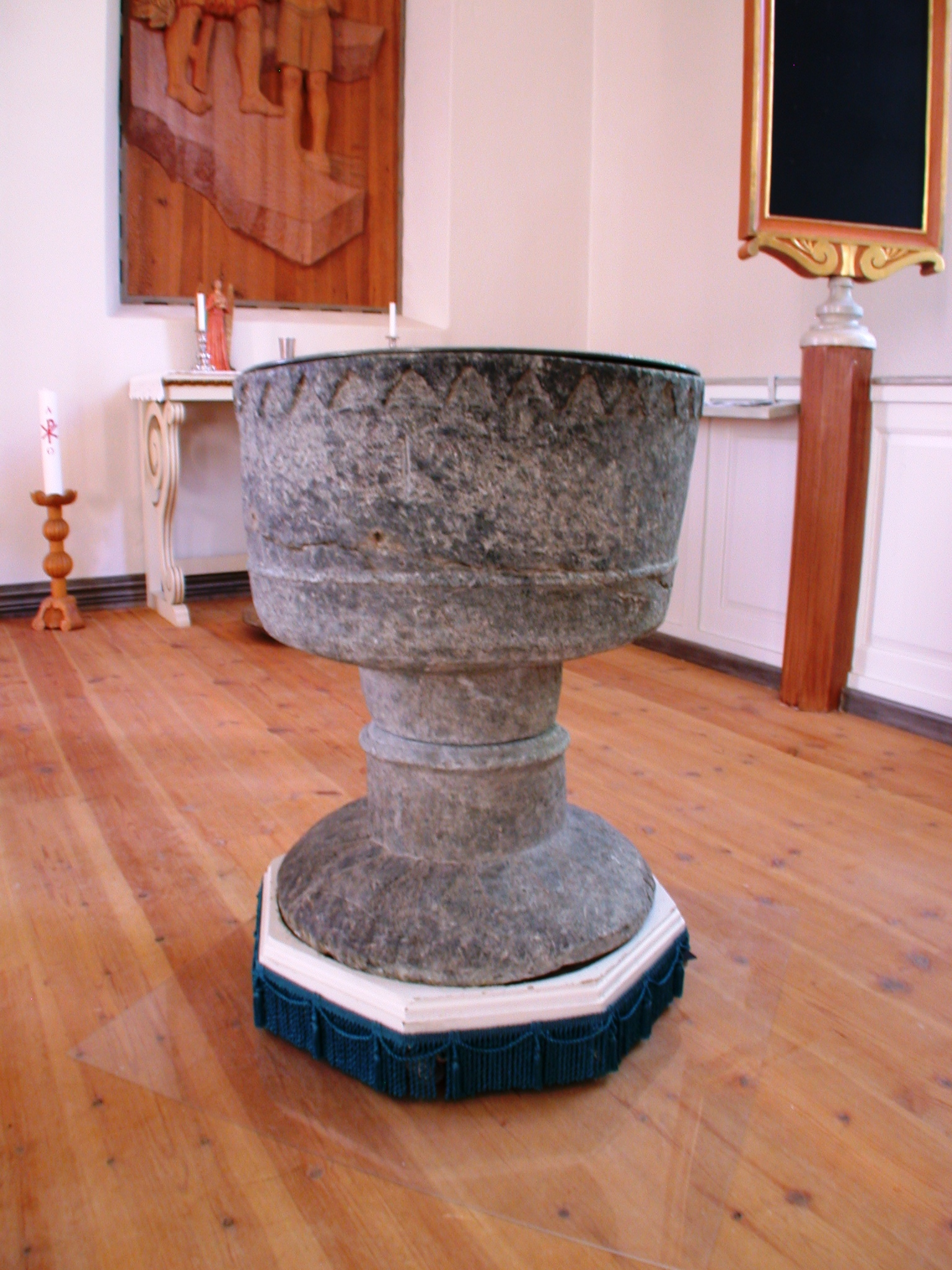
Den medeltida dopfunten
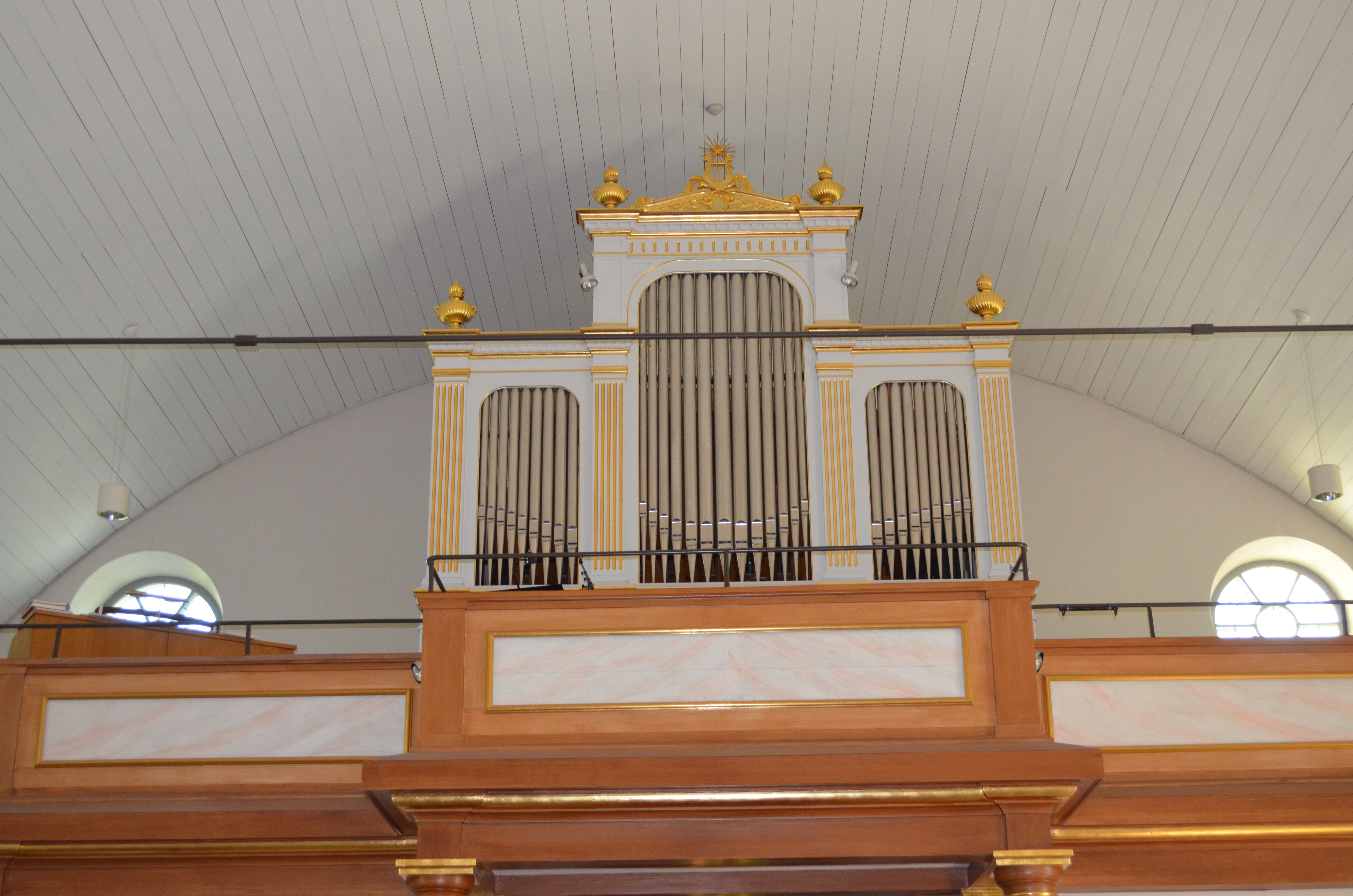
Silbodal kyrkas kykorgel